# Ferdinando I Folch de Cardona
Ferdinando I Folch de Cardona i Enríquez (Arbeca, 1469 – Barcellona, 13 novembre 1543), fu Visconte di Vilamur, secondo duca di Cardona, conte di Prades e secondo marchese di Pallars, dal 1513, alla sua morte.

## Origine
Ferdinando era figlio del primo duca di Cardona, conte di Prades, Visconte di Vilamur e primo marchese di Pallars, Giovanni Raimondo IV e della moglie, Aldonza Enríquez y Quiñones (1450-1520), figlia di Federico Enríquez de Mendoza, almirante di Castiglia, secondo signore di Medina del Rioseco e primo conte di Melgar y Rueda e della seconda moglie, Teresa Fernández de Quiñones, e sorellastra della regina Giovanna.

Giovanni Raimondo IV era figlio maschio primogenito del quarto Conte di Cardona, Visconte di Vilamur, Barone d'Entença, e conte di Prades, che fu anche Viceré di Sicilia, Giovanni Raimondo III e della moglie, Giovanna di Urgell (1415-1446), figlia del conte Giacomo II di Urgell, vedova di Giovanni I Conte di Foix, visconte di Béarn, Coprincipe di Andorra, Visconte di Castelbon, signore di Moncada e Conte di Bigorre.

## Biografia
Nel 1491, suo padre, Giovanni Raimondo IV, oltre a essere stato elevato al rango ducale, per il feudo di Cardona ricevette anche il titolo di marchese di Pallars.
Nel 1511, suo padre, Giovanni Raimondo IV, fece testamento, nel quale stabilì che in caso di successione ai titoli per via femminile, gli eredi avevano l'obbligo di assumere il nome del casato Cardona se non volevano perdere il patrimonio familiare.
Suo padre, Giovanni Raimondo IV, che, poco prima di morire, aveva preso parte alla difesa della Catalogna contro truppe francesi, morì  29 gennaio 1513 ad Arbeca. Gli succedette Ferdinando, come Ferdinando I, che fu un personaggio molto influente alla corte catalana, vivendo tra Arbeca e Barcellona. 
Nel 1519, Ferdinando ricevette le insegne dell'Ordine del Toson d'oro.

Nel 1520, Ferdinando fu ad Aquisgrana ad assistere all'incoronazione dell'imperatore Carlo V ed in quell'occasione fu creato grande di Spagna di prima classe.
Per diversi anni, Ferdinando presiedette a Barcellona le cerimonie sia civili che religiose, al posto di Carlo V.
Ferdinando, poi rafforzò la sua posizione con i matrimoni delle figlie.
Ferdinando, secondo Testo in corsivo morì nel 1543, a Barcellona e fu tumulato nella chiesa collegiata di Sant Vincenç di Cardona.

## Matrimonio e discendenza
Nel 1498, Ferdinando, a Épila, aveva sposato Francisca Manrique de Lara (1480-1529), figlia di Pietro Manrique de Lara primo Duca di Nájera e della moglie Guyomar de Castro y Acuña.

Ferdinando da Francisca ebbe due figlie:
- Giovanna III (1500-1564), erede e successore al titolo, che sposò, nel maggio 1516, Alfonso d'Aragona, duca di Sogorbe e conte Empúries[7];
- Aldonza, che sposò Luis Beaumont de Navarra, quarto Conte de Lerín e connestabile di [Navarra][7].

## Ascendenza
|                                             |                  |                                   | Genitori                        |  |  | Nonni |  |  | Bisnonni                                   |  |  | Trisnonni                               |  |
|                                             |                  |                                   |                                 |  |  |       |  |  | Juan Ramón Folch II de Cardona y de Gandia |  |  | Juan Ramón Folch I de Cardona y de Luna |  |
|                                             |                  |                                   |                                 |  |  |       |  |  | Juan Ramón Folch II de Cardona y de Gandia |  |  | Juan Ramón Folch I de Cardona y de Luna |  |
|                                             |                  | Juana de Gandia y Jiménez         |                                 |  |  |       |  |  | Juan Ramón Folch II de Cardona y de Gandia |  |  |                                         |  |
| Juan Ramón Folch III de Cardona y de Prades |                  |                                   |                                 |  |  |       |  |  | Juan Ramón Folch II de Cardona y de Gandia |  |  |                                         |  |
|                                             |                  | Juana de Aragón y Cabrera         | Pedro de Aragón y Ximénez       |  |  |       |  |  |                                            |  |  |                                         |  |
|                                             |                  | Juana de Aragón y Cabrera         | Pedro de Aragón y Ximénez       |  |  |       |  |  |                                            |  |  |                                         |  |
|                                             |                  | Juana de Aragón y Cabrera         | Juana de Cabrera y de Castellbó |  |  |       |  |  |                                            |  |  |                                         |  |
| Juan Ramón Folch IV de Cardona y de Urgell  |                  | Juana de Aragón y Cabrera         |                                 |  |  |       |  |  |                                            |  |  |                                         |  |
|                                             |                  | Jaime II de Urgel                 | Pedro II de Urgel               |  |  |       |  |  |                                            |  |  |                                         |  |
|                                             |                  | Jaime II de Urgel                 | Pedro II de Urgel               |  |  |       |  |  |                                            |  |  |                                         |  |
|                                             |                  | Jaime II de Urgel                 | Margherita del Monferrato       |  |  |       |  |  |                                            |  |  |                                         |  |
| Juana de Urgel                              |                  | Jaime II de Urgel                 |                                 |  |  |       |  |  |                                            |  |  |                                         |  |
|                                             |                  | Isabel de Aragón                  | Pedro IV de Aragón              |  |  |       |  |  |                                            |  |  |                                         |  |
|                                             |                  | Isabel de Aragón                  | Pedro IV de Aragón              |  |  |       |  |  |                                            |  |  |                                         |  |
|                                             |                  | Isabel de Aragón                  | Sibila de Fortiá                |  |  |       |  |  |                                            |  |  |                                         |  |
| Ferdinando I Folch de Cardona y Enríquez    |                  | Isabel de Aragón                  |                                 |  |  |       |  |  |                                            |  |  |                                         |  |
|                                             | Alfonso Enríquez | Fadrique Alfonso de Castilla      |                                 |  |  |       |  |  |                                            |  |  |                                         |  |
|                                             | Alfonso Enríquez | Fadrique Alfonso de Castilla      |                                 |  |  |       |  |  |                                            |  |  |                                         |  |
|                                             | Alfonso Enríquez | Paloma                            |                                 |  |  |       |  |  |                                            |  |  |                                         |  |
| Fadrique Enríquez de Mendoza                | Alfonso Enríquez |                                   |                                 |  |  |       |  |  |                                            |  |  |                                         |  |
|                                             |                  | Juana de Mendoza y Ayala          | Pedro González de Mendoza       |  |  |       |  |  |                                            |  |  |                                         |  |
|                                             |                  | Juana de Mendoza y Ayala          | Pedro González de Mendoza       |  |  |       |  |  |                                            |  |  |                                         |  |
|                                             |                  | Juana de Mendoza y Ayala          | Aldonsa de Ayala                |  |  |       |  |  |                                            |  |  |                                         |  |
| Aldonza Enríquez y Quiñones                 |                  | Juana de Mendoza y Ayala          |                                 |  |  |       |  |  |                                            |  |  |                                         |  |
|                                             |                  | Diego Fernández de Quiñones I     | Diego Fernández de Vigil        |  |  |       |  |  |                                            |  |  |                                         |  |
|                                             |                  | Diego Fernández de Quiñones I     | Diego Fernández de Vigil        |  |  |       |  |  |                                            |  |  |                                         |  |
|                                             |                  | Diego Fernández de Quiñones I     | Leonor Suárez de Quiñones       |  |  |       |  |  |                                            |  |  |                                         |  |
| Teresa Fernández de Quiñones                |                  | Diego Fernández de Quiñones I     |                                 |  |  |       |  |  |                                            |  |  |                                         |  |
|                                             |                  | Mariana de Ayala Córdoba y Toledo | Diego Fernández de Córdoba      |  |  |       |  |  |                                            |  |  |                                         |  |
|                                             |                  | Mariana de Ayala Córdoba y Toledo | Diego Fernández de Córdoba      |  |  |       |  |  |                                            |  |  |                                         |  |
|                                             |                  | Mariana de Ayala Córdoba y Toledo | Ines de Toledo de Ayala         |  |  |       |  |  |                                            |  |  |                                         |  |
|                                             |                  | Mariana de Ayala Córdoba y Toledo |                                 |  |  |       |  |  |                                            |  |  |                                         |  |

### Letteratura storiografica
- Rafael Altamira, Spagna, 1412-1516, in Storia del mondo medievale, vol. VII, 1999, pp. 546–575
- Joseph Calmette, Il regno di Carlo VIII e la fine della guerra dei cent'anni in Francia, in Storia del mondo medievale, vol. VII, 1999, pp. 611–656
- Charles Petit-Dutaillis, Francia: Luigi XI, in Storia del mondo medievale, vol. VII, 1999, pp. 657–695
- Edward Armstrong, Il papato e Napoli nel XV secolo, in Storia del mondo medievale, vol. VII, 1999, pp. 696–751